# اوهریچسویل (اوهایو)
اوهریچسویل(به انگلیسی: Uhrichsville) شهری در ایالت اوهایو کشور ایالات متحده آمریکا است که جمعیت آن در سرشماری سال ۲۰۱۰ میلادی، ۵٬۴۱۳ نفر بوده‌است.